# Taeniura meyeni
Taeniura meyeni е вид акула от семейство Dasyatidae. Видът е уязвим и сериозно застрашен от изчезване.

## Разпространение
Разпространен е в Австралия (Западна Австралия, Куинсланд и Северна територия), Бангладеш, Вануату, Виетнам, Джибути, Египет, Еквадор (Галапагоски острови), Еритрея, Етиопия, Йемен, Източен Тимор, Индия, Индонезия, Ирак, Иран, Камбоджа, Катар, Кения, Китай, Кувейт, Мавриций, Мадагаскар, Малайзия, Мианмар, Микронезия, Мозамбик, Нова Каледония, Обединени арабски емирства, Оман, Острови Кук, Пакистан, Папуа Нова Гвинея, Провинции в КНР, Реюнион, Саудитска Арабия, Северна Корея, Сейшели, Сингапур, Сомалия, Судан, Тайван, Тайланд, Танзания, Филипини, Шри Ланка, Южна Африка (Квазулу-Натал), Южна Корея и Япония.

## Описание
На дължина достигат до 3,3 m, а теглото им е не повече от 150 kg.